# Alternanthera caracasana
Alternanthera  é uma planta da família Amaranthaceae.